# 潮汕戰鬥 (北洋政府時期)
潮汕戰鬥發生於1925年3月1－7日，地點則是在中國广东省東南。國民革命軍東征的主要戰鬥之一。該戰鬥交戰兩方，一方為教一團何應欽，另一方則為洪兆麟之鐘兆斌旅。